# Michel Neumann
Michel Neumann (Eupen, 4 juli 1998) is een voormalig Belgisch politicus voor Ecolo.

## Levensloop
Neumann studeerde economische wetenschappen aan de Universiteit Luik.
Hij werd politiek actief voor Ecolo. Voor deze partij werd hij in 2018 op 20-jarige leeftijd verkozen tot provincieraadslid van Luik. Hierdoor was Neumann sindsdien ook raadgevend lid van het Parlement van de Duitstalige Gemeenschap.
Na afloop van zijn studies werd Neumann aangenomen bij een consultancybedrijf in Berlijn, waar hij aan de slag ging als analist. Omdat deze job niet combineerbaar was met een politieke carrière in België, nam Neumann in januari 2022 ontslag als provincieraadslid en raadgevend lid van het Duitstalig gemeenschapsparlement.